# Praga urbana
Pragas urbanas são espécies de insetos ou animais que infestam os campos e cidades, provocando danos à saúde humana. Podem picar, morder, danificar alimentos e objetos e ainda transmitir doenças ao ser humano.

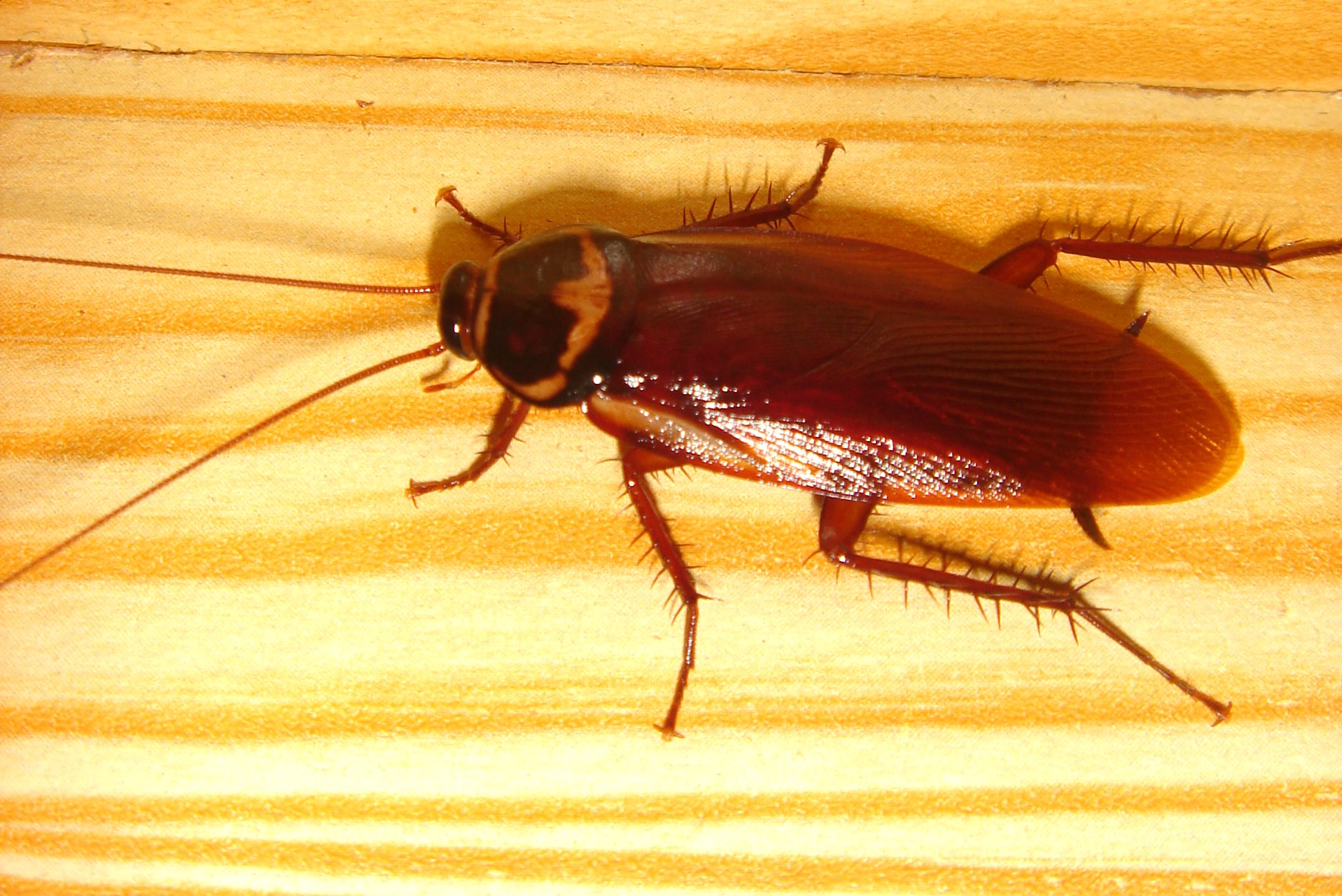
Barata doméstica (Periplaneta americana) - uma praga urbana

Elas geralmente se procriam no inverno e se espalham no verão, época em que as baratas, ratos, mosquitos, moscas, cupins, pombos, formigas e outros são mais vistos.
As pragas migram para as zonas urbanas buscando alimentação e abrigo, o que é proporcionado pelo próprio homem, quando esses mantêm ambientes sujos e quando depositam lixo em locais inadequados. Dentre as principais espécies encontradas em áreas urbanas destacam-se as baratas, os pombos e as formigas.
São necessárias algumas ações para a prevenção do deslocamento de pragas para as áreas urbanas, como: não amontoar lixo ou materiais em desuso, manter alimentos em locais fechados, vistoriar depósitos e locais onde alimentos são armazenados periodicamente, mantendo o local sempre limpo. Ao detectar a presença de qualquer espécie é importante acionar uma equipe especializada em controlar pragas e vetores para que o local seja inspecionado e, após a inspeção, seja realizada a erradicação de tais espécies.

## Pragas urbanas
- Baratas[1]

Filo: Arthropoda; Classe: Insecta; Ordem: Blattodea.
- Formigas[2]

Filo: Arthropoda; Classe: Insecta; Ordem: Hymenoptera
- Cupins[3]

Filo: Arthropoda; Classe: Insecta; Ordem: Isoptera.
- Brocas[4]

Filo: Arthropoda; Classe: Insecta; Ordem: Coleóptera.
- Pulgas[5]

Filo: Arthropoda; Classe: Insecta; Ordem: Siphonaptera.
- Aranhas[6]

Filo: Arthropoda; Classe: Arachnida; Ordem: Acarina.
- Escorpiões[7]

Filo: Arthropoda; Classe: Arachnida; Ordem: Scorpiones.
- Carrapatos[8]

Filo: Arthropoda
Classe: Arachnida; Ordem: Acarina.
- Moscas[9]

Filo: Arthropoda; Classe: Insecta; Ordem: Díptera.
- Mosquitos[10]

Filo: Arthropoda; Classe: Insecta; Ordem: Díptera.
- Vespas[11]

Filo: Arthropoda; Classe: Insecta; Ordem: Hymenoptera.
- Traças[12]

Filo: Arthropoda; Classe: Insecta; Ordem: Thysanura.
- Percevejos[13]

Filo: Arthropoda; Classe: Insecta; Ordem: Hemíptera.
- Grilos[14]

Filo: Arthropoda; Classe: Insecta; Ordem: Orthoptera.
- Pombos[15]

Filo: Chordata; Classe: Aves; Ordem: Columbiformes.
- Morcegos[16]

Filo: Chordata; Classe: Mammalia; Ordem: Chiroptera.
- Roedores[17]

Filo: Chordata; Classe: Mammalia; Ordem: Rodentia.
- Caramujos[18]

Filo: Mollusca; Classe: Gastropoda; Ordem: Stylommatophora.